# سيارات الميليشيا
سيارات الميليشيا هي فرقة موسيقية بحرينية لموسيقى الميتال وثراش ميتال. تعتبر أحد أوائل الفرق الموسيقية من هذا النوع في منطقة الخليج العربي والشرق الأوسط التي تقوم بتسجيل وإصدار ألبومات كاملة. تتكون الفرقة من محمد عبد الغفار ويوسف هاتلاني وعبد الله مويجريرز وهشام علي وأحمد أبو الخير وعبد الرزاق عوض.
في عام 2003 التزمت الفرقة شفويا بالاندماج في الموسيقى الشرق أوسطية المحلية والمجاورة لها. وفي الوقت نفسه بدأ أعضاء المجموعة في التفاعل مع العديد من الفرق الأخرى في المشهد المحلي وتنظيم الحفلات الموسيقية بوتيرة أسرع.
اكتسبت الفرقة شعبية واسعة في منطقة الشرق الأوسط والمجتمعات الموسيقية على الرغم من أداء ما مجموعه 10 حفلات فقط في حياتهم المهنية المعروفة. اجتمع أعضاء الفرقة مجددا في عام 2007 بعد انقطاع دام سنتين لاستئناف تأليف الأغاني وأداء بعضها.
يوم الخميس 13 مارس 2008 أدت الفرقة أول حفل لها منذ أكثر من ثلاث سنوات.